# Cyclura pinguis
Cyclura pinguis és una espècie de sauròpsid (rèptil) escatós de la família Iguanidae en greu perill d'extinció. Extinta a Puerto Rico i Saint Thomas, només sobreviu a l'illa d'Anegada.